# 德妮安·霍华德
德妮安·霍华德（英語：Denean Howard，1964年10月5日—），美国女子田径运动员。她曾代表美国参加1984年、1988年和1992年夏季奥林匹克运动会田径比赛，获得一枚金牌和二枚银牌。